# Igor Wladimirowitsch Malinowski
Igor Wladimirowitsch Malinowski (russisch Игорь Владимирович Малиновский, englisch Igor Malinovskii; * 18. März 1997 in Milkowo, Oblast Kamtschatka; † 16. Juli 2022 in der Nähe des Vulkans Uson, Region Kamtschatka) war ein russischer Biathlet. Mit insgesamt 13 Goldmedaillen bei internationalen Juniorenmeisterschaften ist er auf dieser Ebene der erfolgreichste russische Biathlet aller Zeiten.

## Sportliche Laufbahn
Igor Malinowski gab sein internationales Debüt im Januar 2015 beim Olympischen Jugendfestival in Bürserberg und gewann Bronze im Sprint sowie Silber mit der Mixedstaffel. Im Jahr darauf debütierte er in der Lenzerheide im damals neu geschaffenen Junior-Cup und erreichte im Sprint hinter seinem Landsmann Kirill Strelzow auf Anhieb das Podest. In den folgenden Jahren nahm der Russe, von den Medien schon einmal als kommender Star und bester Athlet der Nation betitelt, an diversen Meisterschaften auf Juniorenebene teil und gewann eine Rekordmenge an Medaillen. Seinen ersten Titel gewann er bei den Jugendweltmeisterschaften 2016 im Sprint vor Endre Strømsheim, in der Verfolgung und mit der Staffel resultierte Rang zwei und somit die Silbermedaille. Bei den Junioreneuropameisterschaften 2017 blieb Malinowski im Einzel ohne Fehlschuss und siegte mit fast zwei Minuten Abstand auf Landsmann Strelzow, auch im Rahmen der Junioren-WM konkurrierten in erster Linie die beiden Russen miteinander und Malinowski gewann Sprint und Verfolgung sowie mit Strelzow, Nikita Lobastow und Nikita Porschnew auch die Herrenstaffel. Im März 2017 bestritt er daraufhin in Otepää erstmals IBU-Cup-Rennen und brachte die Mixedstaffel auf seiner Position in Führung, bevor Teamkollege Strelzow im letzten Anschlag eine Strafrunde schoss und damit noch vom Podest gestoßen wurde. Malinowskis erster IBU-Cup-Sprint endete auf Rang 23, infolgedessen durfte er beim Finale in Oslo erstmals einen Wettkampf im Weltcup bestreiten, schoss aber im Sprint vier Fehler und belegte nur Rang 86.

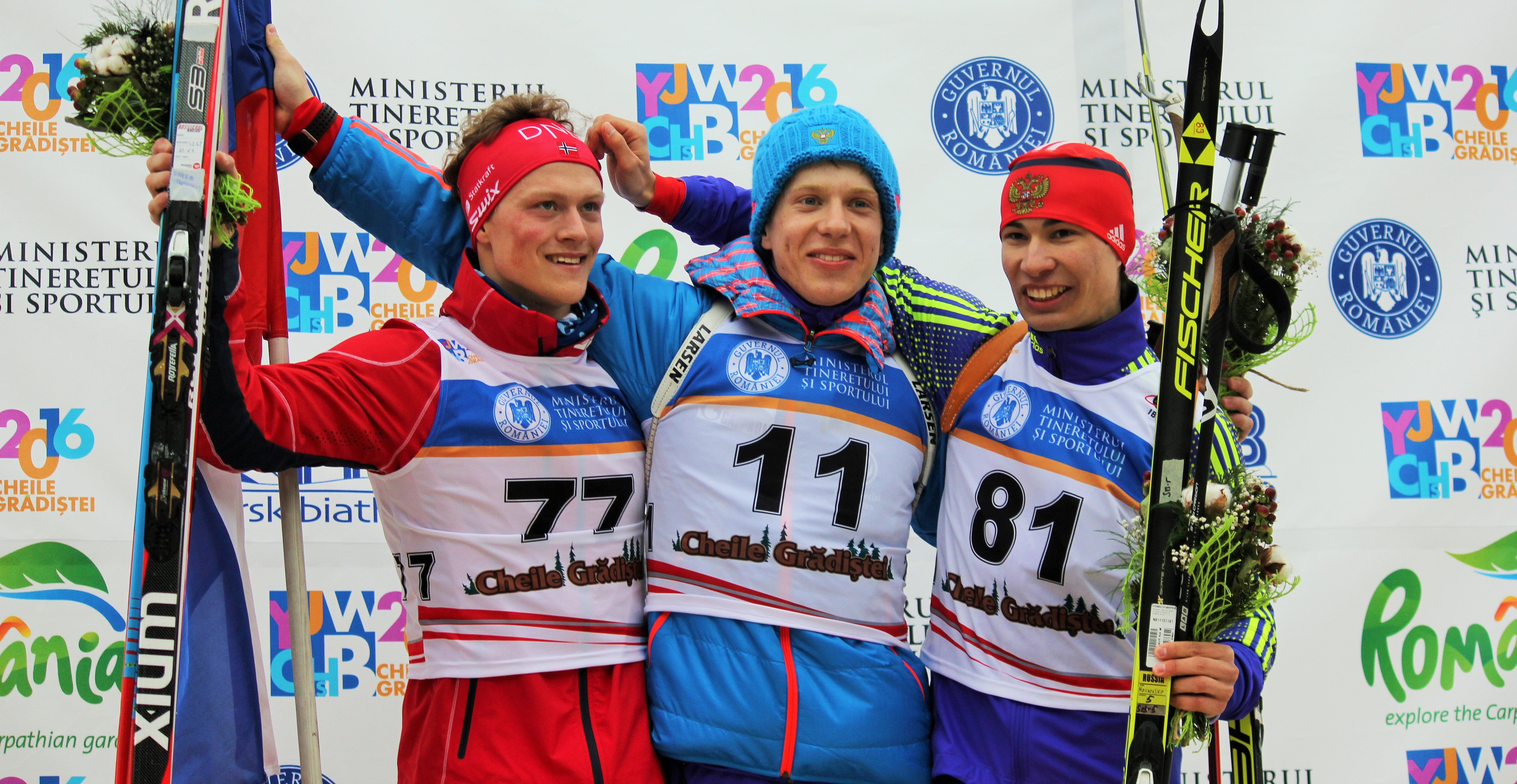
Malinowski (Mitte), Endre Strømsheim und Wjatscheslaw Malejew bei der Jugend-WM 2016

Davon unbeeindruckt riss Malinowskis Siegesserie bei Juniorenmeisterschaften in der folgenden Zeit nicht ab. Bei den Sommerbiathlon-Weltmeisterschaften 2017 gewann er Gold im Sprint und mit der Mixedstaffel, im nächsten Winter siegte er dreifach bei der Junioren-EM sowie zwei weitere Male bei der Junioren-WM. Zum Saisonende ging der Russe deshalb wieder im IBU-Cup an den Start und verpasste im Verfolgungsrennen von Chanty-Mansijsk, nachdem er im Vergleich zum Sprint 22 Plätze gutmachen hatte können, das Podest um drei Sekunden. Sein darauffolgender zweiter Weltcupeinsatz endete in Tjumen mit Rang 61 erneut deutlich außerhalb der Punkteränge. Im Frühling und Sommer 2019 gewann Malinowski seine drei finalen Medaillen bei Meisterschaften auf Juniorenebene, danach tauchte er für einige Zeit ab und ging nur bei nationalen Wettkämpfen an den Start. Im Januar 2021 trat er in Oberhof zum dritten Mal bei einem Sprintrennen im Weltcup an, wurde aber mit der fünftlangsamsten Kurszeit nur 91. Daraufhin wurde er sofort wieder aus der Mannschaft genommen und lief nur noch einen einzigen Wettkampf im IBU-Cup, bevor er seine Saison beendete.
Schon während seiner Karriere als Biathlet begann Malinowski an der Staatlichen Technischen Universität Omsk eine Ausbildung zum Piloten und schloss diese Anfang 2022 ab. Im Herbst 2021 gab er nach fehlenden Leistungen das Ende seiner sportlichen Laufbahn bekannt. Zuletzt lebte er in Omsk und arbeitete wie sein Vater als Pilot.

## Tod
Malinowski kam am 16. Juli 2022 bei einem Hubschrauberabsturz 13 Kilometer südlich des Vulkans Uson auf der Halbinsel Kamtschatka ums Leben. Da sich der Unglücksort fernab jeglicher Population befand, wurde der Hubschrauber zunächst als vermisst gemeldet und erst am nächsten Tag ausgebrannt vorgefunden. Als Auslöser wurden technische Defekte an der Maschine sowie die Unerfahrenheit des erst frisch ausgebildeten Piloten bei schwierigen Wetterbedingungen in Betracht gezogen. Neben Malinowski verstarben zwei weitere Insassen, überleben konnte den Absturz niemand.

## Statistiken

### Weltcupplatzierungen
Die Tabelle zeigt alle Platzierungen (je nach Austragungsjahr einschließlich Olympische Spiele und Weltmeisterschaften).
- 1.–3. Platz: Anzahl der Podiumsplatzierungen
- Top 10: Anzahl der Platzierungen unter den ersten zehn (einschließlich Podium)
- Punkteränge: Anzahl der Platzierungen innerhalb der Punkteränge (einschließlich Podium und Top 10)
- Starts: Anzahl gelaufener Rennen in der jeweiligen Disziplin
- Staffel: inklusive Mixed- und Single-Mixed-Staffeln

| Platzierung | Einzel | Sprint | Verfolgung | Massenstart | Staffel | Gesamt |
| ----------- | ------ | ------ | ---------- | ----------- | ------- | ------ |
| 1. Platz    |        |        |            |             |         |        |
| 2. Platz    |        |        |            |             |         |        |
| 3. Platz    |        |        |            |             |         |        |
| Top 10      |        |        |            |             |         |        |
| Punkteränge |        |        |            |             |         |        |
| Starts      |        | 3      |            |             |         | 3      |

### Jugend-/Juniorenweltmeisterschaften
Malinowski nahm 2016 an den Jugend-, ab 2017 an den Juniorenwettkämpfen teil.
| Weltmeisterschaften | Weltmeisterschaften | Einzelwettbewerbe | Einzelwettbewerbe | Einzelwettbewerbe | Herrenstaffel |
| Jahr                | Ort                 | Einzel            | Sprint            | Verfolgung        | Herrenstaffel |
| ------------------- | ------------------- | ----------------- | ----------------- | ----------------- | ------------- |
| 2016                | Cheile Grădiștei    | 5.                | 1.                | 2.                | 2.            |
| 2017                | Osrblie             | 14.               | 1.                | 1.                | 1.            |
| 2018                | Otepää              | 1.                | 11.               | 4.                | 1.            |

### Junior-Cup-Siege
| Nr. | Datum         | Ort        | Disziplin      |
| --- | ------------- | ---------- | -------------- |
| 1.  | 17. Dez. 2016 | Hochfilzen | Staffel 1      |
| 2.  | 27. Jan. 2017 | Pokljuka   | Mixedstaffel 2 |